# Mirza Ćatović
Mirza Ćatović (serbisch-kyrillisch Мирза Ћатовић; * 1. Mai 2007) ist ein serbisch-bosnischer Fußballspieler.
Ćatović spielte bis 2022 für Rot-Weiss Frankfurt. Danach wechselte er zum VfB Stuttgart.
Am 14. Dezember 2024 debütierte Ćatović für die zweite Mannschaft des VfB am 18. Spieltag der Saison 2024/25 gegen Borussia Dortmund II in der 3. Liga. Zur Saison 2025/26 rückte er in den Kader der ersten Mannschaft auf.